# Bellevalia longistyla
Bellevalia longistyla är en sparrisväxtart som först beskrevs av Pavel Ivanovich Misczenko, och fick sitt nu gällande namn av Aleksandr Alfonsovitj Grossgejm. Bellevalia longistyla ingår i släktet Bellevalia och familjen sparrisväxter. Inga underarter finns listade i Catalogue of Life.